# باكيمونوغاتاري
باكيمونوغاتاري (باليابانية: 化物語) هو الجزء الأول من سلسلة مونوغاتاري من كتابه إيسين نيشيو. نشرت الرواية لأول مرة عام 2006. واقتبست إلى مسلسل أنمي من انتاج استوديو شافت في عام 2009.

## القصة
قصة الانمي تدور حول كويومي اراراغي، طالب في السنة الثالثة من المرحلة الثانوية، قد نجا مؤخرا من هجوم مصاصة دماء (مما تركه ببعض قدراتها، ولكنه لم يتحول لمصاص دماء) يجد نفسه في مواقف غريبة وخارقة للطبيعة مع جميع أنواع الخوارق: الآلة، الأشباح، الأساطير، والأرواح مع بعض الشخصيات.
أولها كانت مع هيتاغي سينجوغاهارا، زميلة له حاول إنقاذها بعد أن سقطت عن درج المدرسة. لكنه بعد امساكها لاحظ شيئا فظيعا عنها، كانت بلا وزن، كأنها غير موجودة.
قصته الثانية كانت مع طالبة المدرسة الابتدائية «مايوي هاتشكوجي» الني تعرضت لحادث وبعد ذلك أصبحت شبحًا، تطلق على نفسها، الحلزون الضائع ولم تستطع أن تجد طريق منزلها، اما قصته الثالثة مع «كانبارو سوروغا» التي تعاني مشكلة تحول يدها إلى يد غوريلا، والقصة الرابعة مع «ناديكو سينغوكو» التي تصيبها لعنة الثعبان أما القصة الأخيرة فهي تخص رئيسة طلاب صف أراراغي «تسوباسا هانيكاوا».

## جوائز
- البطل كويومي أراراغي قد صنف سادس أفضل شخصية في أفضل شخصية ذكر.
- هيتاغي سينجوغاهارا قد صنفت سابع أفضل شخصية في أفضل شخصية أنثى.
- Users' Special Award in the 2nd annual DEG Japan Awards/Blu-ray Prizes.

## عناوين الحلقات
1. هيتاغي سلطعون، الجزء الأول
2. هيتاغي سلطعون، الجزء الثاني
3. مايوي حلزون، الجزء الأول
4. مايوي حلزون، الجزء الثاني
5. مايوي حلزون، الجزء الثالث
6. سوروغا قرد، الجزء الأول
7. سوروغا قرد، الجزء الثاني
8. سوروغا قرد، الجزء الثالث
9.ناديكو ثعبان، الجزء الأول
10.ناديكو ثعبان، الجزء الثاني
11.تسوباسا قطة، الجزء الأول
12.تسوباسا قطة، الجزء الثاني
13.تسوباسا قطة، الجزء الثالث
14.تسوباسا قطة، الجزء الرابع
15.تسوباسا قطة، الجزء الخامس